# Praha, Slovacia
Praha este o comună slovacă, aflată în districtul Lučenec din regiunea Banská Bystrica. Localitatea se află la altitudinea de 499 m deasupra n.m., se întinde pe o suprafață de 9,29 km2 și în 2017 număra 79 de locuitori.

## Istoric
Localitatea Praha este atestată documentar din 1451.

## Demografie
| An:                | 1994 | 2004    | 2014    | 2024    |
| ------------------ | ---- | ------- | ------- | ------- |
| Număr de persoane: | 87   | 102     | 87      | 74      |
| Diferență:         |      | +17,24% | −14,70% | −14,94% |

| An:                | 2023 | 2024   |
| ------------------ | ---- | ------ |
| Număr de persoane: | 73   | 74     |
| Diferență:         |      | +1,36% |